# 100 mètres haies aux championnats du monde d'athlétisme 2011
Navigation
Berlin 2009 Moscou 2013
L'épreuve du 100 mètres haies des championnats du monde de 2011 s'est déroulée les 2 et 3 septembre 2011 dans le Stade de Daegu en Corée du Sud. elle est remportée par l'Australienne Sally Pearson.

## Critères de qualification
Pour se qualifier pour les Championnats (minima A), il fallait avoir réalisé moins de 13 s 52 entre le 1er octobre 2010 et  le 15 août 2011. Le minima B est de 13 s 60.

## Records et performances

### Records
Les records du 100 m haies femmes (mondial, des championnats et par continent) étaient avant les championnats 2011 les suivants. 
| Record du monde           | Yordanka Donkova | Bulgarie   | 12 s 21 | Stara Zagora, Bulgarie | 20 août 1988     |
| Record des championnats   | Ginka Zagorcheva | Bulgarie   | 12 s 34 | Rome, Italie           | 4 septembre 1987 |
| Record d'Afrique          | Glory Alozie     | Nigeria    | 12 s 44 | Monaco                 | 8 août 1998      |
| Record d'Asie             | Olga Shishigina  | Kazakhstan | 12 s 44 | Lucerne, Suisse        | 27 juin 1995     |
| Record d'Amérique du Nord | Gail Devers      | États-Unis | 12 s 33 | Sacramento, États-Unis | 23 juillet 2000  |
| Record d'Amérique du Sud  | Maurren Maggi    | Brésil     | 12 s 71 | Manaus, Brésil         | 19 mai 2001      |
| Record d'Europe           | Yordanka Donkova | Bulgarie   | 12 s 21 | Stara Zagora, Bulgarie | 20 août 1988     |
| Record d'Océanie          | Sally McLellan   | Australie  | 12 s 50 | Monaco                 | 28 juillet 2009  |

### Meilleures performances de l'année 2011
Les dix athlètes les plus rapides de l'année sont, avant les championnats (au 14 août 2011), les suivants.
| 1  | Sally Pearson       | Australie   | 12 s 48 | 10 juillet 2011 |
| 2  | Kellie Wells        | États-Unis  | 12 s 50 | 26 juin 2011    |
| 3  | Danielle Carruthers | États-Unis  | 12 s 52 | 10 juillet 2011 |
| 4  | Dawn Harper         | États-Unis  | 12 s 58 | 26 juin 2011    |
| 5  | Tiffany Porter      | Royaume-Uni | 12 s 60 | 22 juillet 2011 |
| 6  | Lisa Urech          | Suisse      | 12 s 62 | 3 juillet 2011  |
| 7  | LoLo Jones          | États-Unis  | 12 s 67 | 6 mai 2011      |
| 8  | Ginnie Crawford     | États-Unis  | 12 s 73 | 6 mai 2011      |
| 9  | Perdita Felicien    | Canada      | 12 s 73 | 7 juin 2011     |
| 10 | Nia Ali             | États-Unis  | 12 s 73 | 25 juin 2011    |

## Résultats

### Finale
| Rang               | Athlète             | Temps        |
| ------------------ | ------------------- | ------------ |
| Médaille d'or      | Sally Pearson       | 12 s 28 (CR) |
| Médaille d'argent  | Danielle Carruthers | 12 s 47 (PB) |
| Médaille de bronze | Dawn Harper         | 12 s 47 (PB) |
| 4                  | Tiffany Porter      | 12 s 63      |
| 5                  | Tatyana Dektyareva  | 12 s 82      |
| 6                  | Nikkita Holder      | 12 s 93      |
| 7                  | Phylicia George     | 17 s 97      |
| 8                  | Kellie Wells        | DNF          |

### Demi-finales
Les deux premiers athlètes de chaque course et les deux meilleurs temps se qualifient pour la finale.
| Rang | Athlète         | Temps          |
| ---- | --------------- | -------------- |
| 1    | Phylicia George | 12 s 73 (PB) Q |
| 2    | Kellie Wells    | 12 s 79 Q      |
| 3    | Lisa Urech      | 12 s 86        |
| 4    | Lina Flórez     | 12 s 94 (PB)   |
| 5    | Vonette Dixon   | 13 s 00        |
| 6    | Sun Yawei       | 13 s 19        |
| 7    | Nevin Yanit     | 13 s 31        |
| 8    | Sandra Gomis    | 13 s 55        |

| Rang | Athlète             | Temps          |
| ---- | ------------------- | -------------- |
| 1    | Sally Pearson       | 12 s 36 (WL) Q |
| 2    | Dawn Harper         | 12 s 74 Q      |
| 3    | Tatyana Dektyareva  | 12 s 76 (SB) q |
| 4    | Perdita Felicien    | 12 s 88        |
| 5    | Indira Spence       | 12 s 93 (PB)   |
| 6    | Natalya Ivoninskaya | 12 s 96        |
| 7    | Lucie Škrobáková    | 12 s 98        |
| 8    | Seun Adigun         | 13 s 14        |

| Rang | Athlète        | Temps          |
| ---- | -------------- | -------------- |
| 1    | Tiffany Porter | 12 s 56 (NR) Q |
| 2    | Seun Adigun    | 12 s 65 Q      |
| 3    |                | 12 s 84 (PB) q |
| 4    |                | 12 s 87 (SB)   |
| 5    |                | 12 s 91 (PB)   |
| 6    |                | 13 s 02        |
| 7    |                | 13 s 21        |
| 8    |                | DNS            |

### Séries
Les deux premiers de chaque séries (Q) plus les 4 meilleurs temps (q) se qualifient pour les quarts de finale.
| Rang | Athlète             | Temps          |
| ---- | ------------------- | -------------- |
| 1    | Kellie Wells        | 12 s 73 Q      |
| 2    | Vonette Dixon       | 12 s 82 Q      |
| 3    | Nikkita Holder      | 12 s 90 Q (PB) |
| 4    | Natalya Ivoninskaya | 12 s 96 Q      |
| 5    | Nevin Yanit         | 13 s 07 q (SB) |
| 6    | Sonata Tamošaityte  | 13 s 28        |
| 7    | Kierre Beckles      | 13 s 44        |
| 8    | Dipna Lim Prasad    | 14 s 40        |

| Rang | Athlète          | Temps     |
| ---- | ---------------- | --------- |
| 1    | Sally Pearson    | 12 s 53 Q |
| 2    | Derval O'Rourke  | 13 s 07 Q |
| 3    | Brigitte Merlano | 13 s 23 Q |
| 4    | Beate Schrott    | 13 s 25 Q |
| 5    | Marina Tomic     | 13 s 36   |
| 6    | Lavonne Idlette  | 13 s 39   |
| 7    | Hye-lim Jung     | 13 s 39   |

| Rang | Athlète            | Temps     |
| ---- | ------------------ | --------- |
| 1    | Tiffany Porter     | 12 s 84 Q |
| 2    | Lina Flórez        | 12 s 98 Q |
| 3    | Tatyana Dektyareva | 13 s 05 Q |
| 4    | Lisa Urech         | 13 s 16 Q |
| 5    | Marzia Caravelli   | 13 s 26   |
| 6    | Cindy Billaud      | 13 s 50   |
| 7    | Dedeh Erawati      | 13 s 56   |
| 8    | Jeimy Bernárdez    | 14 s 45   |

| Rang | Athlète                | Temps          |
| ---- | ---------------------- | -------------- |
| 1    | Danielle Carruthers    | 12 s 79 Q      |
| 2    | Phylicia George        | 12 s 84 Q      |
| 3    | Lucie Škrobáková       | 12 s 89 Q (SB) |
| 4    | Brigitte Foster-Hylton | 12 s 96 Q (SB) |
| 5    | Cindy Roleder          | 13 s 01 q      |
| 6    | Seun Adigun            | 13 s 13 q (SB) |
| 7    | Anne Zagré             | 13 s 47        |
| 8    | Béatrice Kamboulé      | 13 s 76 (SB)   |

| Rang | Athlète              | Temps          |
| ---- | -------------------- | -------------- |
| 1    | Dawn Harper          | 12 s 89 Q      |
| 2    | Perdita Felicien     | 12 s 95 Q      |
| 3    | Yawei Sun            | 13 s 03 Q      |
| 4    | Sandra Gomis         | 13 s 07 Q      |
| 4    | Indira Spence        | 13 s 07 Q (SB) |
| 6    | Anastasiya Soprunova | 13 s 43        |
| 7    | Pak Yan Poon         | 14 s 04        |
| 8    | Demetra Arachovití   | DNS            |

## Légende
Records et Performances
- AR : Record continental (area record)
- CR : Record des championnats (championship record)
- MR : Record du meeting (meet record)
- NR : Record national (national record)
- OR : Record olympique (olympic record)
- PR : Record paralympique (paralympic record)
- PB : Record personnel (personal best)
- SB : Meilleure performance personnelle de la saison (season's best)
- WL : Meilleure performance mondiale de l'année (world leader)
- WJR : Record du monde junior (world junior record)
- WR : Record du monde (world record)

Circonstances et Conditions
- DNF : N'a pas terminé (did not finish)
- DNS : N'a pas pris le départ (did not start)
- DQ : Disqualification (disqualification)
- NM : Aucun essai valable enregistré (No Mark)
- Q : Qualifié « directement » au prochain tour (ou à la prochaine compétition), lors d'une compétition majeure, grâce au classement ou à la réalisation des minima (automatic qualifier)
- q : Qualifié au prochain tour (ou à la prochaine compétition), lors d'une compétition majeure, grâce au repêchage ou à la réalisation de l'une des meilleures performances parmi celles des « non qualifiés directement » (grâce au meilleur temps ou à la meilleure distance par exemple) (secondary qualifier)